# Peter Bender (Mathematiker)
Peter Bender (* 7. Juli 1946 in Worms) ist ein deutscher Mathematiker mit dem Schwerpunkt Didaktik der Mathematik.

## Leben
Nach der Promotion 1976 zum Dr. rer. nat. bei Erhard Gottschling in Mainz wurde er 1980 Professor in Kassel und 1992 Professor für Didaktik der Mathematik in Paderborn.
Seine Forschungsschwerpunkte liegen unter anderem in den Bereichen Sachmathematik in der Primarstufe, operative Genese der Geometrie, Mathematikunterricht auf allen Stufen, neue Medien im Unterricht und kritische Prüfung quantitativer Untersuchungen im Bildungswesen.
An der Universität in Paderborn gehörte er mit wenigen Unterbrechungen dem jeweiligen Fachbereichs- bzw. Fakultätsrat an. Zudem war er Mitglied und Vorsitzender in diversen Fachbereichs-, Fakultäts- und Senatskommissionen sowie im Direktorium. Darüber hinaus ist er als Gutachter für die Deutsche Forschungsgemeinschaft, für mathematikdidaktische Zeitschriften sowie in zahlreichen Berufungsverfahren tätig.

## Mitgliedschaften
- Peter Bender ist Mitglied im Netzwerk Wissenschaftsfreiheit.[2]

## Schriften (Auswahl)
- Mit Alfred Schreiber: Operative Genese der Geometrie. Stuttgart 1985, ISBN 3-209-00580-X.
- Eine endliche Präsentation der Siegelschen Modulgruppe zweiten Grades. Mainz 1976, OCLC 256994419.
- Eine Prüfung von Inhalten und inhaltsbezogenen Zielen für einen gymnasialen Mathematik-Unterricht bei breiter Verfügbarkeit des Computers. Paderborn, Universitätsbibliothek, 1994.
- Der interne Zinssatz bei beliebigen Investitionen. Paderborn, Universitätsbibliothek, 1992.
- Rechner verstärken die Trivialität von Kalkülen, aber sie trivialisieren nicht gehaltvolle Begriffe. Paderborn, Universitätsbibliothek, 1992.